# 于里 (塞纳-马恩省)
于里（法語：Ury，法語發音：[yʁi] ⓘ）是法国塞纳-马恩省的一个市镇，位于该省西南部，属于枫丹白露区。

## 地理
于里（48°20'36"N, 2°36'13"E）面积8.21 平方千米，位于法国法蘭西島大區塞纳-马恩省，该省份为法国北部内陆省份，北起瓦兹省，西接埃松省、马恩河谷省、塞纳-圣但尼省和瓦兹河谷省，南至卢瓦雷省，东南接约讷省，东临马恩省和奥布省，东北接埃纳省。
与于里接壤的市镇（或旧市镇、城区）包括：阿谢尔拉福雷、拉沙佩勒拉雷讷、枫丹白露、勒克洛斯。

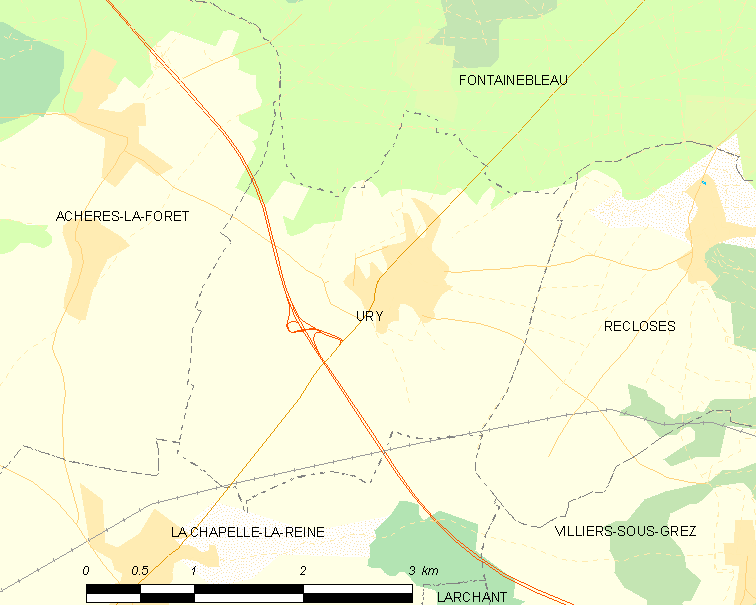
的OSM定位图

于里的时区为UTC+01:00、UTC+02:00（夏令时）。

## 行政
于里的邮政编码为77760，INSEE市镇编码为77477。

## 政治
于里所属的省级选区为枫丹白露县。

## 人口

1962-2008年间人口变化图示

于里于2022年1月1日时的人口数量为883人。